# Pierre-Yves Lord
Pour les articles homonymes, voir Lord.
Pierre-Yves Lord dit « PY », né le 11 septembre 1978 à Port-au-Prince, est un animateur de télévision et de radio québécois.

## Biographie

### Jeunesse et études
Né en Haïti, il est adopté par Monique et Yves Lord à l'âge de 10 mois. Il grandit à Québec. Passionné de radio dès l'enfance, il participe à des tribunes téléphoniques dès l'âge de 12 ans. Au printemps 1997, Il termine une formation en radio au Collège radio télévision de Québec. Il fait ses premières armes auprès des discothèques mobiles. Il travaille également dans les bars où il développe ses habiletés d'animateur en compagnie de Martin Dalair.

### Carrière radiophonique
Embauché par Radio Énergie à Québec, il débute comme agent promotionnel dans les événements avant de se voir confier l'animation d'une émission de nuit. Au début des années 2000, il passe du côté de la station sœur montréalaise où il anime plusieurs émissions dont Les Soirées Énergie, Le Beat du vendredi avec Dan Desnoyers et le Grand Décompte Énergie dimanche,. 
À partir de 2004, il est de retour à Québec où il anime l'émission du midi Le trip @ 3 (avec Caroline Dupont et Geneviève Laurier) qui devient, à partir du 20 août 2007, l'émission Les héros du midi animée par Martin Dalair. PY se fait alors confier, à 28 ans, l'émission du matin Votre beau programme,, coanimée par Catherine-Emmanuelle Laliberté, avec Geneviève Laurier aux nouvelles et Pierre Vézina aux nouvelles sportives. Il reste à la barre de l'émission jusqu'à l'automne 2010.
En juin 2012, l'entreprise Leclerc Communication lance la station de radio WKND. Lord y anime l'émission Le retour du beau programme en semaine de 15 h à 18 h en compagnie de Catherine-Emmanuelle Laliberté. En 2014, il amorce un retour à Montréal en devenant l'animateur de Radio PY sur les ondes de CKOI les samedi et dimanche. Il suspend sa carrière radiophonique en 2018 pour poursuivre ses projets télévisuels.

### Carrière télévisuelle
Lord fait son entrée à la télévision en collaborant à l'émission LCN Le Matin. Au printemps 2009, il se voit confier l'animation des galas du dimanche de Loft Story 6 : La Revanche sur les ondes de TQS. Il anime la même année le jeu télévisé Distraction sur la chaîne V.
En 2010, il fait son entrée à TVA en devenant le reporter de l'équipe de hockey de Québec dans l'émission de télérivalité La Série Montréal-Québec. Sa carrière télévisuelle prend véritablement son envol avec l'animation de la télé-réalité Occupation double de 2010 à 2011 (Whistler et Portugal). De 2012 à 2015, il est l'un des chroniqueurs de l'émission Testé sur des humains. En décembre 2013, il crée la marque BOIRE avec le mixologue québécois Patrice Plante, marque qui est spécialisée dans la préparation de cocktails pour le plaisir de se rassembler entre amis. En 2015, il fonde la boîte de production télévisuelle Saturne 5 avec Martine Forand. Le chapeau de producteur lui permet entre autres de porter à l'écran la marque, avec l'émission Le Bon Mix selon Boire, diffusé sur les ondes de TVA en mai 2015. Il enchaîne au même moment plusieurs contrats d'animation sur différentes chaînes. En 2017, il produit et anime l'émission Les Flots, diffusé par TV5, où il explore les bons lieux de plongée sous-marine dans le monde en compagnie d'une personnalité canadienne.
Le 4 janvier 2020, Pierre-Yves Lord est l'un des participants à une édition spéciale de La Fureur (Québec),.
À l'automne 2022, Pierre-Yves Lord s'est rendu en finale de la deuxième saison de Chanteurs masqués alors qu'il se cachait sous la Super Loutre.

## Œuvre

### Radio
- 2014 - 2017 : Radio PY (CKOI)
- 2012 - 2014 : Le retour du beau programme (WKND)
- CFGL-FM (2014-15)

### Télévision
- 2025: Drogues : vérités et conséquences : animateur[15]
- 2021 - 2022 : La fin des faibles (Télé-Québec) : animateur
- Depuis 2019: 100 Génies (Radio-Canada) : animateur
- 2017 - 2023 : Deux hommes en or (Télé-Québec) : coanimateur[16]
- 2017 - 2018 : Les Flots (TV5) : animateur
- 2017 - 2018 : Esprit critique (ICI ARTV) : chroniqueur
- 2016 : Infiltration (Z Télé) : animateur
- 2015 : Papas à 110 % (Canal Vie) : coanimateur
- 2015 : Salut, Bonjour! (TVA) : chroniqueur
- 2015 : Le bon mix selon Boire (TVA) : coanimateur
- 2012 - 2015 : Testé sur des humains (TVA) : chroniqueur
- 2010 : La Série Montréal-Québec (TVA) : reporter
- 2009 : Distraction (V) : animateur
- 2009 : Loft Story 6 : La revanche (TQS) : animateur

### Sur scène
- Animateur de Dieu Merci! Enfin la tournée en 2015